# 第17届奥斯卡金像奖
第17届奥斯卡金像奖（英語：17th Academy Awards）是首次全程於ABC廣播網全國播送的奧斯卡獎。從本屆起最佳影片獎項限定於5部入圍影片，此外這一年也是奧斯卡史上唯一一次「一位演員以同一部電影的相同角色入圍最佳男主角和最佳男配角」（《与我同行》中的巴里·菲茨杰拉德），而他也獲得最佳男配角。

## 获奖名单
得獎者以粗體表示。
| 最佳影片(Best motion picture) - 《与我同行》 - 《雙重賠償》 - 《煤气灯下》 - 《自君别後》 - 《威爾遜總統傳》 | 最佳导演(Directing) - 李歐·麥卡瑞 – 《與我同行》 - 比利·懷德 – 《雙重賠償》 - 奥托·普雷明格 – 《羅娜秘記》 - 亞佛烈德·希區考克 –《救生艇》 - 亨利·金 –《威爾遜總統傳》 |
| 最佳男主角(Actor) - 平·克劳斯贝 – 《與我同行》 - 查尔斯·博耶 – 《煤气灯下》 - 巴里·菲茨杰拉德 – 《與我同行》 - 卡萊·葛倫 – 《寂寞芳心》 - 亚历山大·诺克斯 – 《威爾遜總統傳》 | 最佳女主角(Actress) - 英格丽·褒曼 – 《煤气灯下》 - 克劳黛·考尔白 – 《自君别後》 - 贝蒂·戴维斯 – 《史格芬頓先生》 - 葛麗·嘉遜 – 《帕金頓夫人》 - 芭芭拉·斯坦威克 – 《雙重賠償》 |
| 最佳男配角(Actor in a supporting role) - 巴里·菲茨杰拉德 – 《與我同行》 - 休姆·克羅寧 – 《還我自由》 - 克勞德·雷恩斯 – 《史格芬頓先生》 - 克利夫頓·韋伯 – 《羅娜秘記》 - 蒙蒂·伍利 – 《自君别後》 | 最佳女配角(Actress in a supporting role) - 埃塞爾·巴里摩爾 – 《寂寞芳心》 - 珍妮弗·瓊斯 – 《自君别後》 - 安吉拉·蘭斯伯里 – 《煤气灯下》 - 艾蓮·麥克馬洪 –《龍種》 - 阿格尼絲·穆爾黑德 – 《帕金頓夫人》 |
| 最佳原创故事 Writing (Original motion picture story) - 《與我同行》 – 李歐·麥卡瑞 - 《名叫喬的傢伙》 – 大衛·伯罕 和 錢德勒·斯普拉格 - 《救生艇》 – 約翰·史坦貝克 - 《無人逃脫》 – 阿爾弗雷德·諾伊曼 和 喬塞夫·譚(Joseph Than) - 《戰鬥的沙利文》 – 艾迪·達赫蒂 和 朱爾斯·舍爾默(Jules Schermer) | 最佳原创剧本 Writing (Original screenplay) - 《威爾遜總統傳》 – 拉馬爾·特勞蒂 - 《戰時丈夫》 – 普雷斯頓·斯特奇斯 - 《摩根河的奇蹟》 – 普雷斯頓·斯特奇斯 - 《水手尋芳》 – 理查德·康奈爾和格拉德斯·勒曼 - 《飛行之翼》 – 傑羅姆·卡迪 |
| 最佳改編劇本 Writing (Screenplay) - 《與我同行》 – 弗蘭克·巴特勒和法蘭克·卡維特(Frank Cavett)，改編自李歐·麥卡瑞的小說 - 《雙重賠償》 – 雷蒙·錢德勒和比利·怀尔德，改編自詹姆斯·凱恩的小說《雙重賠償》 - 《煤氣燈下》 – 約翰·鮑爾德斯頓，沃爾特·瑞奇和約翰·范·德魯頓，改編自派崔克·漢密爾頓的舞台劇《煤氣燈下》 - 《羅娜秘記》 – 傑·德拉特勒，薩繆爾·霍芬斯坦和伊莉莎白·賴因哈特，改編自维拉·卡斯帕里的小說 - 《相逢聖路易》 – 艾爾文·布萊徹和佛瑞德·F·芬克爾霍夫，改編自莎莉·本森的小說 | 最佳紀錄片 Documentary(Feature) - 《女鬥士》 - 《抵抗敵人的審訊》 |
| 最佳紀錄短片 Documentary(Short Subject) - 《與塔拉瓦的海軍陸戰隊》 - 《國歌頌歌》 - 《新美國》 | 最佳單軸短片 Short subject (One-reel) - 《動物世界名人錄》 - 《藍草紳士》 - 《爵士藍調》 - 《電影害蟲》 - 《電影發明50週年回顧》 |
| 最佳雙軸短片 Short subject (Two-reel) - 《我不玩》 - 《Bombalera》 - 《今日大街》 | 最佳卡通短片 Short subject (Cartoon) - 《老鼠的麻煩》 - 《我在桑樹街看見了什麼》 - 《如何踢足球》 - 《傾城歌手》 - 《狗，貓和金絲雀》 - 《炸魚》 - 《男孩約翰》 |
| 最佳剧情或喜剧片配樂 Music(Music score of a dramatic or comedy picture) - 《自君別後》 – 馬克斯·史坦納 - 《無法投遞》 – 莫里斯·斯特洛夫和恩斯特·托赫 - 《馬克·吐溫歷險記》 – 馬克斯·史坦納 - 《聖路易斯雷大橋》 – 迪米崔·迪歐肯 - 《風流債》 – 亞瑟·蘭奇 - 《聖誕假期》 – 汉斯·J·萨尔特 - 《雙重賠償》 – 米克羅斯·羅饒 - 《海蜂突擊隊》 – 沃爾特·沙爾夫和羅伊·偉伯 - 《毛猿》 – 米歇爾·米什萊和愛德華·保羅(Edward Paul) - 《明天發生的事情》 – 羅伯特·斯托茲 - 《傑克倫敦》 – 弗雷德里克·里奇 - 《榮華富貴》 – 赫伯特·史托哈特 - 《寂寞芳心》 – 康斯坦丁·巴卡利内可夫和漢斯·艾斯勒 - 《公主與海盜》 – 大衛·羅斯 - 《夏日風暴》 – 卡爾·哈約斯 - 《三個俄羅斯女孩》 – 愛德華·保羅(Edward Paul) - 《妒雨酸風》 – 维克多·扬 - 《風中之聲》 – 米歇爾·米什萊 - 《威爾遜總統傳》 – 艾佛瑞·纽曼 - 《名門淑女》 – 米克羅斯·羅饒 | 最佳歌舞片配樂 Music (Scoring of a musical picture) - 《封面女郎》 – 莫里斯·斯特洛夫和卡門·卓根 - 《巴西》 – 沃爾特·沙爾夫 - 《步步高升》 – 康斯坦丁·巴卡利内可夫 - 《好萊塢食堂》 – 雷·海因多夫 - 《美目盼兮》 – 艾佛瑞·纽曼 - 《荷蘭人的假期》 – 沃納·理查德·海曼和寇特·威爾 - 《嫦娥幻夢》 – 羅伯特·埃米特·多蘭 - 《彩衫熱舞》 – 愛德華·凱伊 - 《相逢聖路易》 – 喬吉·斯托爾 - 《快樂的莫納漢斯》 – 汉斯·J·萨尔特 - 《流浪藝人》 – 費迪南德·格羅菲和利奧·艾爾多迪 - 《歡樂1945》 – 馬龍·梅里克(Mahlon Merrick) - 《自由大道的歡歌》 – 查尔斯·普列文 - 《軍中春色》 – 路易斯·福布斯(Louis Forbes)和雷·海因多夫                   |
| 最佳歌曲 Music (Song) - 「Swinging on a Star」 — 《与我同行》 • 曲： 吉米·范·休森 • 词： 强尼·柏克 - “I Couldn't Sleep a Wink Last Night” — 《步步高升》 • 曲： 吉米·马洪 • 词： 哈罗德·亚当森 - “I'll Walk Alone” — 《追男記》 • 曲： 朱利·史坦 • 词： 萨米·卡恩 - “I'm Making Believe” — 《甜蜜與低落》 • 曲： 詹姆斯·莫纳可 • 词： 马克·戈登 - “Long Ago (and Far Away)” — 《封面女郎》 • 曲： 杰罗姆·科恩 • 词： 艾拉·格什温 - “Now I Know” — 《軍中春色》 • 曲： 哈罗德·阿伦 • 词： 泰德·科勒 - “Remember Me to Carolina” — 《流浪藝人》 • 曲： 哈利·雷沃尔 • 词： 保羅·法蘭西斯·韋伯斯特 - “Rio de Janeiro” — 《巴西》 • 曲： 艾里·巴羅佐 • 词： 内德·华盛顿 - “Silver Shadows and Golden Dreams” — 《彩衫熱舞》 • 曲： 萊·波拉克 • 词： Charles Newman(查爾斯·紐曼) - “Too Much in Love” — 《自由大道的歡歌》 • 曲： 沃爾特·肯特 • 词： 金·加农 - “The Trolley Song” — 《相逢聖路易》 • 词曲： 拉爾夫·布萊恩 和 休·馬丁 | 最佳錄音(Sound recording) - 《威爾遜總統傳》 – 埃德蒙德·汉森 - 《巴西》 – 丹尼尔·布隆伯格 - 《風流債》 – 托马斯·莫尔顿 - 《封面女郎》 – 约翰·利瓦达利 - 《雙重賠償》 – 洛伦·莱德 - 《春之序曲》 – 伯纳德·布朗 - 《好萊塢食堂》 – 内森·莱文森 - 《明天發生的事情》 – 杰克·惠特尼 - 《榮華富貴》 – 道格拉斯·希勒 - 《曼哈顿之乐》 – 斯蒂芬·邓恩 - 《風中之聲》 – 麦克·达尔格雷什 |
| 最佳黑白片艺术指导 Art direction(Black-and-white) - 《煤氣燈下》 – 艺术指导：塞德里克·吉本森 和 威廉·費拉里；布景：保羅·胡爾德申斯基 和 埃德温·威利斯 - 《無法投遞》 – 艺术指导：莱昂内尔·班克斯 和 沃爾特·霍爾舍；布景：約瑟夫·基什 - 《馬克·吐溫歷險記》 – 艺术指导：約翰·修斯；布景：佛瑞德·M·馬克萊 - 《風流債》 – 艺术指导：佩里·弗格森；布景：朱莉亚·赫伦 - 《羅娜秘記》 – 艺术指导：莱尔·惠勒 和 利蘭·福勒；布景：托马斯·里特尔 - 《忙裡偷愛》 – 艺术指导：汉斯·德赖尔 和 罗伯特·亚瑟；布景：山姆·寇默 - 《自君別後》 – 艺术指导：马克-里·柯克；布景：维克托·甘吉林 - 《舞步輕快》 – 艺术指导：艾伯特·达戈斯蒂诺 和 卡罗·克拉克；布景：達瑞爾·西爾維拉 和 克勞德·E·卡本特 | 最佳彩色片艺术指导 Art direction(Color) - 《威爾遜總統傳》 – 艺术指导：维阿德·伊恩；布景：托马斯·里特尔 - 《高潮》 – 艺术指导：约翰·B·古德曼 和 亚历山大·格力尊；布景：罗素·古斯曼 和 伊拉·韦布 - 《封面女郎》 – 艺术指导：莱昂内尔·班克斯 和 凱瑞·奧德爾；布景：费依·比考克 - 《沙漠之歌》 – 艺术指导：查爾斯·諾維；布景：傑克·麥科納 - 《榮華富貴》 – 艺术指导：塞德里克·吉本森 和 丹尼尔·卡斯卡特；布景：埃德温·威利斯 和 理查德·佩佛勒 - 《嫦娥幻夢》 – 艺术指导：汉斯·德赖尔 和 拉烏爾·杜波依斯；布景：雷·莫耶 - 《公主與海盜》 – 艺术指导：恩斯特·菲格特；布景：霍華德·布里斯托爾                                           |
| 最佳黑白片攝影 Cinematography(Black-and-white) - 《羅娜秘記》 – 約瑟夫·拉謝爾 - 《雙重賠償》 – 約翰·F·賽玆 - 《龍種》 – 西德尼·華格納(Sidney Wagner) - 《煤氣燈下》 – 约瑟夫·卢特伯格 - 《與我同行》 – 萊昂內爾·林頓 - 《救生艇》 – 格倫·馬克威廉姆斯 - 《自君別後》 – 斯坦利·科尔特斯 和 李·加默斯 - 《東京上空三十秒鐘》 – 羅伯特·瑟蒂斯 和 哈罗德·罗森 - 《不速之客》 – 查尔斯·朗格 - 《香衾情泪》 – 喬治·福爾瑟 | 最佳彩色片摄影 Cinematography(Color) - 《威爾遜總統傳》 – 里昂·肖洛伊 - 《封面女郎》 – 鲁道夫·马泰 和 阿倫·M·達維(Allen M. Davey) - 《歡樂人家》 – 爱德华·克罗贾格 - 《榮華富貴》 – 查爾斯·羅切 - 《嫦娥幻夢》 – 雷·雷纳翰 - 《相逢聖路易》 – 乔治·J·福尔西 |
| 最佳影片剪輯(Film editing) - 《威尔逊总统传》 – 芭芭拉·麦克林 - 《与我同行》 – 勒羅伊·史東 - 《简妮》 – 欧文·马克斯 - 《寂寞芳心》 – 羅蘭·格羅斯 - 《自君别后》 – 哈爾·C·克恩和詹姆斯·E·紐康 | 最佳特殊效果(Special effects) - 《東京上空三十秒鐘》 – 攝影效果：A·阿諾德·吉萊斯皮、唐納德·傑勞斯 和 沃倫·紐坎貝；聲音效果：道格拉斯·希勒 - 《馬克·吐溫歷險記》 – 攝影效果：保羅·德特萊夫森 和 約翰·克勞斯；聲音效果：內森·萊文森 - 《光榮歲月》 – 攝影效果：弗農·L·沃克；聲音效果：詹姆斯·G·斯圖爾特 和 羅伊·格蘭維爾 - 《秘密指揮》 – 攝影效果：大衛·艾倫、雷·柯瑞 和 羅伯特·萊特；聲音效果：羅素·馬爾姆格倫 和 哈利·庫茲尼克 - 《自君别后》 – 攝影效果：傑克·科斯格羅夫；聲音效果：亞瑟·瓊斯 - 《跨海平魔》 – 攝影效果： 和 高登·詹寧斯；聲音效果：喬治·達頓 - 《威爾遜總統傳》 – 攝影效果：弗雷德·塞爾森；聲音效果：羅傑·赫曼 |

### 奥斯卡荣誉奖
- 鲍勃·霍普 - 對奧斯卡獎的諸多貢獻。

### 奧斯卡青少年獎
- 瑪格麗特·奧布賴恩

### 欧文·G·托尔伯格纪念奖
- 达里尔·F·扎纳克

### 获得多项提名和奖项
| 以下电影获得多项提名： - 10项提名：《與我同行》和《威爾遜總統傳》 - 9项提名：《自君別後》 - 7项提名：《雙重賠償》和《煤氣燈下》 - 5项提名：《封面女郎》和《羅娜秘記》 - 4项提名： 《榮華富貴》、 《相逢聖路易》和《寂寞芳心》 - 3项提名： 《馬克·吐溫歷險記》、《巴西》、《風流債》、《好萊塢食堂》、《嫦娥幻夢》和《救生艇》 - 2项提名： 《無法投遞》、《龍種》、《步步高升》、《明天發生的事情》、《彩衫熱舞》、《流浪藝人》、《史格芬頓先生》、《帕金頓夫人》、《公主與海盜》、《自由大道的歡歌》、《東京上空三十秒鐘》、《軍中春色》和《風中之聲》 | 以下电影获得多项大奖： - 7项大奖：《與我同行》 - 5项大奖：《威爾遜總統傳》 - 2项大奖：《煤氣燈下》 |